# Music Is My Best Friend
Music Is My Best Friend ist das zweite Studioalbum des deutschen DJs und Musikproduzenten Alle Farben.

## Übersicht
Am 22. April 2016 veröffentlichte Alle Farben gemeinsam mit Younotus Please Tell Rosie als erste Singleauskopplung des Albums. Eineinhalb Monate später erschien am 3. Juni 2016 das Album Music Is My Best Friend sowie die weitere Single Remember Yesterday zusammen mit dem Sänger Michael Schulte. Insgesamt entstanden 3 Songs auf dem Album zusammen mit Michael Schulte. Es enthält mit Intro und Outro 14 Songs. Das Intro, Deep Sea Blue und Metaphysik der Röhren II sind Instrumentale.

## Titelliste
1. Intro
2. Please Tell Rosie (feat. Younotus)
3. Bad Ideas
4. Remember Yesterday (feat. Perttu & Michael Schulte)
5. No Ordinary (feat. Tommy Reilly)
6. Summer Storm (feat. Michael Schulte)
7. Roof Bay
8. Madison (feat. Janieck)
9. Fall Into The Night
10. Leaving To New York (feat. Michael Schulte)
11. Be The One (feat. Perttu & Mogli)
12. Deep Sea Blue
13. Metaphysik der Röhren II
14. Outro[1]

## Charts und Chartplatzierungen
Music Is My Best Friend stieg eine Woche nach der Veröffentlichung am 10. Juni 2016 auf Platz 20 der Albumcharts ein. Insgesamt hielt sich Music Is My Best Friend 8 Wochen in den deutschen Albumcharts. In der Schweiz erreichte Music Is My Best Friend einmalig am 12. Juni 2016 die Albencharts. Im Gegensatz zum Vorgängeralbum Synesthesia – I Think in Colours erreichte Music Is My Best Friend nicht die österreichischen Charts.
| ChartsChartplatzierungen | Höchstplatzierung | Wochen |
| ------------------------ | ----------------- | ------ |
| Deutschland (GfK)        | 20 (8 Wo.)        | 8      |
| Schweiz (IFPI)           | 55 (1 Wo.)        | 1      |